# Li Yuanhong
Li Yuanhong (chinês: 黎元洪, pinyin: Lí Yuánhóng; nome de cortesia Songqing 宋卿; Huangpi, Hubei, 19 de outubro de 1864 - Tianjin, 3 de junho de 1928) foi um general e político chinês durante a dinastia Qing e a era republicana. Ele foi três vezes presidente da República da China.